# ميثانية خليوية سبخية
ميثانية خليوية سبخية (الاسم العلمي:Methanocella paludicola) هي نوع من العتائق تتبع جنس الميثانية الخليوية من فصيلة الميثاناv الخليوية.    .	